# Homosaces anthocoma
Homosaces anthocoma är en fjärilsart som beskrevs av Edward Meyrick 1894. Homosaces anthocoma ingår i släktet Homosaces och familjen fransmalar. Inga underarter finns listade i Catalogue of Life.